# Vlag van Posavina

Vlag van Posavina (ratio 1:2)

De vlag van Posavina (Bosnisch: Zastava Posavskog kantona) bestaat uit drie horizontale banen in de kleurencombinatie rood-wit-groen en toont in het midden het wapenschild van het kanton. De vlag is in gebruik genomen op 12 april 2000.
De kleurencombinatie rood-wit-groen verwijst naar de vlag van de Federatie van Bosnië en Herzegovina en naar de etnische herkomst van de meeste bewoners van Posavina: groen en wit staat voor de Bosniakken, rood en wit voor de Bosnische Kroaten. Daarbij moet opgemerkt worden dat deze symboliek niet formeel is vastgelegd, aangezien verwijzingen naar etniciteiten in overheidssymbolen in Bosnië en Herzegovina ongrondwettelijk zijn.
Ook het wapenschild bevat elementen die naar de Kroaten en Bosniakken verwijzen: het rood-witte schaakbordpatroon (šahovnica) is een Kroatisch symbool en komt ook voor in het schild van het wapen van Kroatië (dat ook te vinden is op de vlag van Kroatië), terwijl de schuin in het midden geplaatste fleurs de lis Bosniak-symbolen zijn. De witte golvende lijnen op een blauwe achtergrond verwijzen naar de rivier de Sava, waarnaar het kanton is vernoemd.